# Арена смерти
«Арена смерти» (яп. マッスルヒート, в США — англ. Blood Heat, в Европе — англ. Muscle Heat) — боевик Тэна Симоямы. Снят в 2002 году в Японии.

## Сюжет
В 2009 году весь Токио попадает под власть якудзы — мафии, появившейся в стране восходящего солнца 400 лет назад. Любой, кто проникнет в её тайны, обречён.
Но Джо Дзиндзё (Кейн Косуги), виртуозно владеющий оружием и боевыми искусствами, бросает вызов всемогущему клану и решает отомстить за своего напарника — детектива Агури Кацураги (Сё Айкава). В этом ему помогает сестра Агури, полицейский Акейн Кацураги (Мисато Татибана) и изгнанные из города в подвалы подростки-хакеры под прозванием «канализационные крысы». Им противостоит босс банды Рай Кендзин (Масая Като) и его раб — боец-наркоман Ли (Кен Ло), дерущийся в месте под названием «Храм мускул». Джо попадает туда и дерётся с Ли, но тот оказывается слишком силён. «Канализационные крысы» решаются помочь ему, подложив взрывчатку и остановив бой на несколько минут. В это время наркотик под названием «кровавый жар» начинает разрушать организм Ли и Джо убивает противника.

## В ролях
- Кейн Косуги — Джо Дзиндзё
- Сё Айкава — Агури Кацураги
- Мисато Татибана — Акэйн Кацураги
- Масая Като — Рай Кэндзин
- Кен Ло — Ли